# Raffaello Melani (giornalista)
Raffaello Melani (Pistoia, 21 ottobre 1883 – Viareggio, 22 ottobre 1958) è stato un giornalista e attore teatrale italiano.

## Biografia
Nasce a Pistoia il 21 ottobre 1883 ma è destinato ad una carriera fuori dalla sua città natale. 
Collabora a La Tempra, diretta da Renato Fondi, con il quale aveva già dato vita ad una precedente rivista, Athena, nata nel 1909. 
Fu essenzialmente uomo di teatro, avendo legato il proprio nome all'importante scuola di recitazione fiorentina di via Laura, ma accompagnò sempre tale attività a quella militante, di autore, di traduttore e di riduttore.
Vivace soprattutto in età giovanile la collaborazione ad alcune riviste, come ricorda questa testimonianza dell'amico Adelmo Damerini: «Infatti con lui (Giuseppe Bottai), io e Raffaello fondammo una rivista La Costa Azzurra di carattere essenzialmente artistico e letterario dove Raffaello pubblicava le sue poesie, i suoi saggi drammatici, io le mie critiche musicali insieme ad altri collaboratori giunti poi in seguito a notorietà come Mario Labroca, Arturo Stanghellini, Giovanni Bucci, Alberto Caligiani». 
Il periodico, pubblicato a Sanremo e attivo tra il 1920 e il 1923, includeva tra i collaboratori anche Marino Marini, Giovanni Michelucci, Nello Innocenti, Alberto Simonatti e Teofilo Barbini.

## Opere
- La terra dei frati: dramma in quattro atti, Pistoia, Libreria editrice Pagnini, 1909
- Vilfrido: melodramma in tre atti con musica del maestro Pietro Vallini, Pistoia, Tip. G. Grazzini, 1911
- La razza: dramma in 3 atti, Livorno, Belforte, 1925
- Spazi e linee: liriche, Firenze, Le Monnier, 1934.
- Santa Celestina: sacra rappresentazione in due parti, Firenze, Giannini, 1935.
- L'Aretino innamorato: dramma in 4 atti, Estratto dalla rivista La Costa azzurra